# Beach party-film

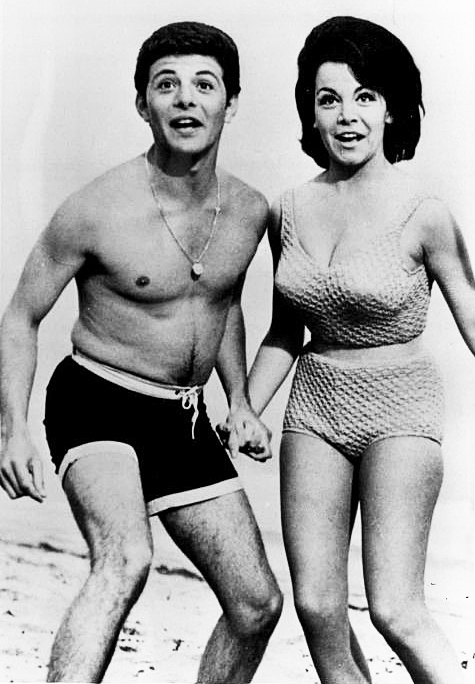
Frankie Avalon och Annette Funicello i Beach Blanket Bingo (1965).

Beach party-film är en amerikansk filmgenre som var väldigt populär bland ungdomar under 1960-talet. Dessa filmer har ofta en humoristisk klang och utspelar sig i strandmiljö. Filmerna handlar ofta om olika vattensporter, exempelvis surfing. Det är oftast tonåringar som har huvudrollerna. Filmgenren hjälpte surfmusiken att bli populär, och populära musikgrupper inom genren fick ofta medverka i filmerna.
Genren fick aldrig något stort genombrott i Sverige, och trots att det knappt görs några beach party-filmer längre så är genren fortfarande populär i USA. Flera av de gamla filmerna från 60-talet räknas idag som klassiker. 
Filmen Beach Party från 1963 ses ofta som den första filmen som gjordes inom genren. En annan känd film inom genren är For Those Who Think Young från 1964.